# Pinnatella limbata
Pinnatella limbata là một loài rêu thuộc họ Neckeraceae. Đây là loài đặc hữu của Ấn Độ. Môi trường sống tự nhiên của chúng là sông ngòi. Chúng hiện đang bị đe dọa vì mất môi trường sống.